# Carlos Di Sarli

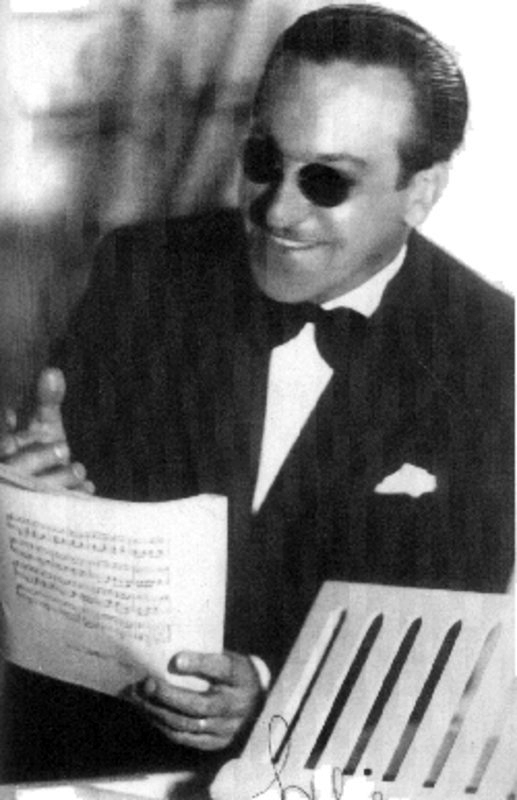
Carlos Di Sarli

Carlos Di Sarli (* 7. Januar 1903 in Bahía Blanca; † 12. Januar 1960 in Olivos, Provinz Buenos Aires; eigentlich Cayetano Di Sarli), genannt El Señor del Tango, war ein argentinischer Musiker (Pianist), Arrangeur, Bandleader und Komponist des Tango.

## Leben
Di Sarli war Sohn italienischer Einwanderer. Er studierte Musik bei seinem Bruder Domingo Di Sarli, der Professor an dem von Alberto Williams gegründeten Conservatorio de Música de Buenos Aires war.
Bereits 1919 formierte Carlos Di Sarli in Bahía Blanca sein erstes Orchester. Im Alter von 17 Jahren zog er nach Buenos Aires, wo er zunächst als Pianist in verschiedenen Cafés auftrat und 1925 sein erstes Tango-Sextett gründete. Zu Beginn der 1930er Jahre trennte sich Carlos Di Sarli von diesem Orchester und ging nach Rosario in der Provinz Santa Fe. Im Jahr 1938 gründete er sein zweites Tango-Orchester, dem unter anderem der Sänger Roberto Rufino angehörte. 1956 formierte Carlos Di Sarli das Tango-Sextett Los Señores del Tango.
Carlos Di Sarli, dessen Markenzeichen eine dunkle Brille war, war ein überaus produktiver Musiker, der über 200 Schallplatten einspielte.

## Werke (Auswahl)
| | A la gran muneca |
| - Así era mi novia - Bahía Blanca - Bien Frappé - Corazón - Chiquetera - Jaguel - Meditación - Milonguero viejo | - Mis amores - Nido gaucho - No me pregunten por qué - Otra vez carnaval - Pobre buzón - Porteño y bailarín - Rosamel - Verdemar |

## Diskografie (Auswahl)

### Carlos Di Sarli y su Orquesta Típica

#### 78rpm
- La Trilla (1942)

#### LPs
| - El Señor del Tango (1959) - El maestro y so (1959, mit dem Sänger Roberto Rufino) - Carlos Di Sarli mano a mano con el Dixie (1960, mit der Dutch Swing College Band) - Nubes de humo (1960) - Tiempo de Carlos Di Sarli (1964) - Mañana zarpa un barco (1964) - Sombras del puerto (1965) - Noblezza de arrabal (1965) - Di Sarli para coleccionistas (1965) - Patotero (1965) - Carlos Di Sarli - Alberto Podestá (1965, mit dem Sänger Alberto Podestá) | - Carlos Di Sarli y su Orquesta (1965) - El Señor del Tango - Vol. 2 (1966) - Porteño y bailarín (1966) - Carlos Di Sarli - Vol. 1-3 (1966) - Carlos Di Sarli (con Robero Rufino) (1966, mit dem Sänger Roberto Rufino) - Carlos Di Sarli (1966) - Lo mejor de Carlos Di Sarli (1967) - Carlos Di Sarli - para siempre (1970) - Las grandes creaciones de Carlos Di Sarli (1975) - Mañana zarpa un barco (1980) |

#### CDs
- El Señor del Tango (1940-1950) (1991)